# Jaguariaíva
Jaguariaíva ist ein brasilianisches Munizip im Osten des Bundesstaats Paraná. Es hat 35.192 Einwohner (2021), die sich Jaguariaivenser nennen. Seine Fläche beträgt 1.453  km². Es liegt 844 Meter über dem Meeresspiegel.

## Etymologie
Das Wort Jaguariaíva setzt sich zusammen aus den drei Tupi-Begriffen Jaguar = Jaguar, i = Fluss und aiva, ayua, aiba = schlecht oder verrückt. Der Ortsname bedeutet also Fluss des verrückten Jaguar. Dieser Fluss ist schon früh auf alten Landkarten verzeichnet.

## Geschichte

### Besiedlung
Zu Beginn des siebzehnten Jahrhunderts durchzogen Bandeirantes aus São Paulo und Tropeiros (Viehtreiber und Fernhändler) erstmals die Gegend. Diese Einreisen erfolgten über den historischen Caminho das Tropas, der von São Paulo nach Viamão in Rio Grande do Sul führte. 
Oberst Luciano Carneiro Lobo erwarb im Jahr 1795 die Fazenda Jaguariaíva, aus der die heutige Gemeinde hervorging. Am 15. September 1823 wurde die Fazenda durch kaiserliche Urkunde in den Rang einer Freguesia (Pfarrgemeinde) erhoben. Im Jahr 1828 erteilte Bischof Manuel Joaquim Gonçalves de Andrade des Bistums São Paulo der Gemeinde die Erlaubnis zum Bau einer Kapelle unter der Anrufung von Senhor Bom Jesus da Pedra Fria.
Francisco Xavier da Silva war ein weiterer großer Name in der regionalen Geschichtsschreibung des frühen 19. Jahrhunderts. Er war der Großvater von Francisco Xavier da Silva, dem viermaligen Präsidenten von  Paraná in den Jahren zwischen 1893 und 1912.

### Erhebung zum Munizip
Jaguariaíva wurde durch das Staatsgesetz Nr. 811 vom 5. Mai 1908  in den Rang einer Cidade erhoben.

## Geografie

### Fläche und Lage
Jaguariaíva liegt auf dem Segundo Planalto Paranaense (der Zweiten oder Ponta-Grossa-Hochebene von Paraná). Seine Fläche beträgt 1453 km². Es liegt auf einer Höhe von 844 Metern.

### Geologie und Böden
Die Böden bestehen aus Sandstein durchsetzt mit Kiesel und Lehm.

### Vegetation
Das Biom von Jaguariaíva ist Cerrado / Mata Atlântica.

### Klima
Das Klima ist warm und gemäßigt. Der Niederschlag ist mit 1530 mm jährlich hoch, auch in vergleichsweise trockenen Monaten. Die Klimaklassifikation nach Köppen und Geiger lautet Cfb. Im Jahresdurchschnitt liegt die Temperatur bei 17,7 °C.

### Gewässer
Jaguariaíva liegt weitgehend im Einzugsgebiet des Rio Itararé. Eine Reihe seiner Zuflüsse entwässern das Gebiet in Richtung Norden, zum Beispiel der namensgebende Rio Jaguariaíva, der Rio Capivari, der Rio da Barra, der Rio Butiá oder der Rio das Mortes.

### Straßen
Jaguariaíva liegt an der PR-151 von Ponta Grossa nach Sengés. Über die PR-092 kommt man im Norden nach Arapoti und Wenceslau Braz.

### Nachbarmunizipien
| Arapoti      | São José da Boa Vista                       | Sengés         |
|              | Kompassrose, die auf Nachbargemeinden zeigt |                |
| Piraí do Sul |                                             | Doutor Ulysses |

## Stadtverwaltung
Bürgermeisterin: Alcione Lemos, DEM (2021–2024)
Vizebürgermeister: Adilson Gordo, DEM (2021–2024)

## Demografie

### Bevölkerungsentwicklung
| Jahr | Einwohner | Stadt | Land |
| ---- | --------- | ----- | ---- |
| 1900 | 3.879     |       |      |
| 1920 | 15.965    |       |      |
| 1940 | 17.790    | 25 %  | 75 % |
| 1950 | 22.194    | 25 %  | 75 % |
| 1960 | 14.051    | 47 %  | 53 % |
| 1970 | 15.100    | 48 %  | 52 % |
| 1980 | 15.313    | 57 %  | 43 % |
| 1991 | 25.149    | 77 %  | 23 % |
| 2000 | 30.780    | 83 %  | 17 % |
| 2010 | 32.606    | 86 %  | 14 % |
| 2021 | 35.192    |       |      |

Quelle: IBGE (2011)

### Ethnische Zusammensetzung
| Gruppe * | 1991    | 2000    | 2010    | wer sich als …                                                                   |
| --- | ------- | ------- | ------- | -------------------------------------------------------------------------------- |
| Weiße | 86,4 %  | 81,7 %  | 69,6 %  | weiß bezeichnet                                                                  |
| Schwarze | 3,2 %   | 2,4 %   | 3,1 %   | schwarz bezeichnet                                                               |
| Gelbe | 0,0 %   | 0,1 %   | 0,6 %   | von fernöstlicher Herkunft wie japanisch, chinesisch, koreanisch etc. bezeichnet |
| Braune | 10,4 %  | 15,4 %  | 26,6 %  | braun oder als Mischung aus mehreren Gruppen bezeichnet                          |
| Indigene | 0,1 %   | 0,1 %   | 0,1 %   | Ureinwohner oder Indio bezeichnet                                                |
| ohne Angabe | 0,0 %   | 0,4 %   | 0,0 %   |                                                                                  |
| Gesamt | 100,0 % | 100,0 % | 100,0 % |                                                                                  |
| *) Das IBGE verwendet für Volkszählungen ausschließlich diese fünf Gruppen. Es verzichtet bewusst auf Erläuterungen. Die Zugehörigkeit wird vom Einwohner selbst festgelegt. |         |         |         |                                                                                  |

Quelle: IBGE (Stand: 1991, 2000 und 2010)

## Wirtschaft
Forstwirtschaft und die holzverarbeitende Industrie stellen den wichtigsten Wirtschaftszweig des Munizips dar. Wald oder Plantagen stehen auf 330 km², davon sind drei Viertel mit Kiefern bestanden und ein Viertel mit Eukalyptus. Die Stadt wurde in der zweiten Hälfte des 20. Jahrhunderts zu einem Schwerpunkt landwirtschaftsnaher Industrialisierung. Es siedelten sich zahlreiche Holz-, Zellstoff- und Papierfabriken an. Jaguariaíva beliefert den brasilianischen und den internationalen Markt mit Produkten wie Harz, Bauholz, Sperrholz, Zellstoff, Tapeten oder Zeitungspapier. Einer der größten Hersteller von Zeitungsdruckpapier ist die seit 1982 in der Gemeinde ansässige Pisa Indústria de Papéis.

## Tourismus
Jaguariaíva verfügt über eine Vielzahl vor allem landschaftlicher touristischer Attraktionen wie zum Beispiel:
- Parque Estadual do Cerrado auf der Grenze zum Munizip Sengés
- Parque Estadual do Vale do Codó entlang des Rio Jaguariaíva oberhalb der Stadt
- Canyon do rio Jaguariaíva
- Área de Proteção Ambiental da Escarpa Devoniana erstreckt sich über 13 Munizipien von Balsa Nova im Süden bis Jaguariaíva und Sengés im Norden
- Sítio Geológico Jaguariaíva auf der Grenze zum Munizip Arapoti